# Mohamed Chaïb
Mohamed Chaïb (ur. 20 maja 1958 w Koubie) - były algierski piłkarz występujący na pozycji obrońcy. Uczestnik Mistrzostw Świata 1986.

## Kariera klubowa
Podczas Mistrzostw Świata 1986 reprezentował barwy klubu RC Kouba, w którym spędził niemal całą karierę. W 1985 roku przez pół sezonu był piłkarzem klubu USM Annaba

## Kariera reprezentacyjna
Mohamed Chaïb występował reprezentacji Algierii w latach osiemdziesiątych.
Z reprezentacją Algierii uczestniczył Mistrzostwach Świata 1986. 
Na Mundialu był rezerwowym i nie wystąpił w żadnym spotkaniu.